# Rafael Belliard
Rafael Leónidas Belliard Matías (nacido el 24 de octubre de 1955 en Mao) es un ex shortstop dominicano que jugó en las Grandes Ligas de Béisbol. Firmó por primera vez como jugador profesional con la organización de los Piratas de Pittsburgh en 1980. Después de la temporada de 1990, a Belliard le fue concedida su agencia libre y firmó con los Bravos de Atlanta en 1991. Belliard es más recordado por su casi impenetrable defensa en el campocorto, pero también hubo un slang en los Bravos para la palabra "tomahawkin", de la que Belliard aparentemente fue pionero por utilizar el estilo Buzzcut Tomahawk.
A pesar de jugar en 17 temporadas en las Grandes Ligas, Belliard sólo conectó dos jonrones en las Grandes Ligas. Belliard jugó en 100 partidos o más en las mayores en sólo cuatro temporadas de su carrera (en 1986, 1988, 1991 y 1992). Sin embargo, entre los aficionados de los Bravos, Belliard fue un jugador de cuadro muy valorado por su guante rápido, buen brazo, y por promedio de bateo en el plato. También fue conocido por ser el jugador más pequeño de las Grandes Ligas durante su carrera.
Rafael Belliard fue nombrado el preparador de infield de los Tigres de Detroit el 11 de octubre de 2005. Antes de eso, trabajó cinco temporadas en el sistema de ligas menores de los Bravos de Atlanta como roving fielding instructor.

## Trivia
- Además de "Raffy", Belliard también fue apodado el "Pac-man" por su habilidad para atrapar rollings.
- Apareció dos veces en el Top 10 de la Liga Nacional en sacrificios (1986 y 1992).
- Belliard fue miembro del equipo de los Bravos, que derrotaron a los Indios de Cleveland en la Serie Mundial de 1995. Durante la serie, realizó un suicide squeeze en el Juego 1 para anotar la que resultó ser la carrera ganadora. También hizo una captura deslumbrante a un batazo de Kenny Lofton en el noveno inning del Juego 6.
- Belliard también jugó para los Tigres del Licey en la Liga Dominicana.
- Fue nombrado por el dictador dominicano, Rafael Leónidas Trujillo, con quien comparte el mismo día cumpleaños.
- Posee el récord de la Liga Mayor en at bats entre los jonrones. Pasó 1,869 veces por el plato antes de conectar un jonrón el 26 de septiembre de 1997. Su primer y único otro, jonrón en Grandes Ligas fue el 5 de mayo de 1987.

Su sobrino, Ronnie Belliard, fue jugador en las mayores.